# FIM Award
I FIM Award sono una manifestazione musicale che si tiene dal 2013.

## Storia
La kermesse si svolge annualmente nell'ambito del FIM, il Salone della Formazione e dell'Innovazione musicale, manifestazione organizzata da Maia di Verdiano Vera con la collaborazione di numerosi partners.
Il primo anno (2013) la manifestazione si è svolta a Villanova d'Albenga in provincia di Savona, tenutasi all'Ippodromo dei Fiori, le edizioni: seconda (2014) e terza (2015) si sono svolte a Genova alla Fiera di Genova, le edizioni: quarta (2016) e quinta (2017) si sono svolte a Erba, presso il Centro Espositivo Lariofiere.
Le prime due edizioni (2013 e 2014) sono andate in onda in differita, in prima serata, su Odeon e su Teleliguria e sono state trasmesse in radio da Radio Nostalgia.
Nel 2014, l'evento viene trasmesso anche su Telegenova2. Nel 2015 e nel 2016, l'evento viene trasmesso in diretta streaming su FM Live TV e nel 2016 anche su Antenna Blu.
Nel 2017, l'evento viene diffuso in diretta streaming on-line su FIM live TV e in differita su Teleliguria.

## Edizioni
| Edizione | Anno | Registrazione     | Trasmissione       | Conduttori                                    | TV                                        | Radio                      | Puntate | Location            | Città               |
| -------- | ---- | ----------------- | ------------------ | --------------------------------------------- | ----------------------------------------- | -------------------------- | ------- | ------------------- | ------------------- |
| 1        | 2013 | differita         | giugno/luglio      | Francesco Ugolini                             | FIM Live TV Odeon Teleliguria             | Yastaradio Radio Nostalgia | 10      | Ippodromo dei Fiori | Villanova d'Albenga |
| 2        | 2014 | differita         | giugno/luglio      | Francesco Ugolini                             | FIM Live TV Odeon Teleliguria Telegenova2 | Yastaradio Radio Nostalgia | 10      | Fiera di Genova     | Genova              |
| 3        | 2015 | diretta differita | maggio settembre   | Francesco Ugolini                             | FIM Live TV Teleliguria                   | Yastaradio                 | 10      | Fiera di Genova     | Genova              |
| 4        | 2016 | diretta differita | settembre dicembre | Jocelyn Hattab Giulia Iannello Piero Chianura | FIM Live TV Antenna Blu Teleliguria       | Radio Station One          | 66      | Lariofiere          | Erba                |
| 5        | 2017 | diretta differita | maggio settembre   | Jocelyn Hattab Giulia Iannello Piero Chianura | FIM Live TV Teleliguria                   | Radio FIM                  | 88      | Lariofiere          | Erba                |
| 6        | 2018 | diretta differita | maggio settembre   | Jocelyn Hattab Giulia Iannello Piero Chianura | FIM Live TV                               | Radio FIM                  | 82      | Palazzo Lombardia   | Milano              |

## Conduttori
Dal 2013 al 2015 i FIM Awards furono consegnati sul Main Stage del FIM e il conduttore dei FIM Awards fu Francesco Ugolini, conduttore televisivo di Teleliguria.
Dal 2016 i FIM Awards vengono consegnati sullo Stage TV Casa FIM durante la omonima trasmissione televisiva condotta da Jocelyn Hattab insieme a Giulia Iannello e a Piero Chianura.

## Struttura
Le nomination ai FIM AWARDS sono proposte da CAPAM – Commissione Artistica per la Promozione dell'Arte e della Musica, composta dal Project team del FIM e confermati dal Direttore Artistico del FIM Verdiano Vera, che consegna i premi durante la manifestazione.
Inizialmente e fino al 2015 i premi erano divisi in 4 categorie distinte:
- 1. FIM AWARDS – Legend of Rock (Internazionali)
- 2. FIM AWARDS – Premi Italia (Nazionali)
- 3. FIM AWARDS – Premi Italia alla Carriera (Nazionali)
- 4. FIM AWARDS – Regionali

Per ogni categoria venivano consegnati premi standard per specifici meriti (voce dell'anno, miglior interprete, chitarrista dell'anno, batterista dell'anno, miglior cantautore, ecc.). Non tutti i premi standard venivano assegnati annualmente. Ognuna delle 4 categorie poteva contenere, oltre ai premi standard, anche i "premi speciali" che potevano essere assegnati a musicisti, gruppi musicali, cantanti o addetti ai lavori del settore musicale e discografico che si erano distinti, durante la loro carriera, per la loro originalità nel compiere una o più azioni a favore della musica.
Dal 2016 i premi sono divisi in 2 categorie:
- 1. FIM AWARDS
- 2. TARGHE FIM - Special Guest

## FIM Award 2013[1]
Durante la prima edizione del 2013, sono stati assegnati e ritirati solo i FIM Awards - Premio Italia (Nazionali) qui di seguito elencati:
- Gli Statuto: FIM AWARD 2013 Premio Italia alla Carriera – 30 anni[2]
- Roberta Bonanno: FIM AWARD 2013 - Premio Italia - Miglior Interprete[3]
- Loredana Errore: FIM AWARD 2013 - Premio Italia - Voce dell'anno[4]
- Marco Ferradini: FIM AWARD 2013 - Premio Italia - Canzone d'autore[5]
- Luca Colombo: FIM AWARD 2013 - Premio Italia - Chitarrista dell'anno[6]
- Jalisse: Premio FIM AWARD 2013 - Premio Speciale Italia - Impegno Sociale[7]

## FIM Award 2014[8]
Durante la seconda edizione del 2014, sono stati assegnati e ritirati i seguenti FIM Awards:
- Bobby Kimball (Toto): FIM AWARD 2014 - Legend of Rock - Best Voice[10]
- Michael Baker: FIM AWARD 2014 - Legend of Rock - Best Drummer
- Eddie Kramer: FIM AWARD 2014 - Legend of Rock Special - Best Studio Sound Engineer
- Colin Norfield: FIM AWARD 2014 - Legend of Rock Special- Best FoH Sound Engineer
- Nicolò Noto: FIM AWARD 2014 - Premio Speciale "Mondo Danza" - Miglior Ballerino
- Omar Pedrini: FIM AWARD 2014 - Premio Italia - Artista Rock
- Alan Sorrenti: FIM AWARD 2014 - Premio Italia - Cantautore
- Andrea Braido: FIM AWARD 2014 - Premio Italia - Chitarrista dell'anno
- Gem Boy: FIM AWARD 2014 - Premio Italia - Miglior Band Demenziale
- Fabrizio Casalino: FIM AWARD 2014 - Premio Italia - Comicità in musica
- Camaleonti: FIM AWARD 2014 - Premio Italia alla Carriera
- Ivan Cattaneo: FIM AWARD 2014 - Premio Italia alla Carriera
- Don Backy: FIM AWARD 2014 - Premio Italia alla Carriera
- Mal dei Primitives: FIM AWARD 2014 - Premio Italia alla Carriera
- Delirium I.P.G.: FIM AWARD 2014 - Premio © alla Carriera
- Buio Pesto: FIM AWARD 2014 - Premio Regione Liguria - Musica Ligure nel Mondo
- Orchestra Bailam: FIM AWARD 2014 - Premio Regione Liguria - Tradizione Ligure
- Tuamadre: FIM AWARD 2014 - Premio Regione Liguria - Band Emergente Ligure
- Claudia Pastorino: FIM AWARD 2014 - Premio Regione Liguria - Cantautrice Ligure
- Roberto Tiranti: FIM AWARD 2014 - Premio Regione Liguria - Voce dell'Anno Ligure

## FIM Award 2015
Durante la terza edizione del 2015, sono stati assegnati e ritirati i seguenti FIM Awards:
- Joe Lynn Turner – FIM AWARD 2015 – Legend of Rock – Best Voice
- Ken Hensley – FIM AWARD 2015 – Legend of Rock – Best Keyboard Player
- Diego Spagnoli - FIM AWARD 2015 – Premio Italia – Dietro le quinte. Miglior Stage Manager.
- Povia - FIM AWARD 2015 – Premio Italia – Canzone d'Autore e Sociale
- Dhamm - FIM AWARD 2015 – Premio Italia – Rock Band Reunion dell'Anno
- Mariella Nava - FIM AWARD 2015 – Premio Italia – Miglior Cantautrice
- Francesco Tricarico - FIM AWARD 2015 – Premio Italia – Cantautore Italiano dell'Anno
- Mietta & Dado Moroni - FIM AWARD 2015 – Premio Italia – Progetto Jazz dell'Anno
- Ruggero De I Timidi - FIM AWARD 2015 – Premio Italia – Comicità in Musica
- Danila Satragno - FIM AWARD 2015 – Premio Italia – Vocal Coach
- Roberto Mancinelli - FIM AWARD 2015 – Premio Italia – Discografia Italiana nel Mondo
- Sandro Giacobbe - FIM AWARD 2015 – Premio Italia – Alla Carriera
- Alberto Fortis - FIM AWARD 2015 – Premio Italia – Alla Carriera
- New Dada - FIM AWARD 2015 – Premio Italia – 50 anni di Carriera
- Michele - FIM AWARD 2015 – Premio Italia – Alla Carriera
- Bernardo Lanzetti - FIM AWARD 2015 – Premio Italia – Alla Carriera
- UT New Trolls - FIM AWARD 2015 – Premio Italia – Alla Carriera
- Mario Di Donato - FIM AWARD 2015 – Premio Italia – Alla Carriera
- Chanty - FIM AWARD 2015 – Premio Regione Liguria – Voce Ligure
- Liguriani - FIM AWARD 2015 – Premio Regione Liguria – Tradizione Ligure

## FIM Award 2016
Durante la quarta edizione del 2016, sono stati assegnati e ritirati i seguenti FIM Awards e le seguenti Targhe FIM:
- Patty Pravo - FIM AWARD 2016 - Rock Elegance
- Eugenio Finardi - FIM AWARD 2016 - 40 anni di Musica Ribelle
- Paul Buckmaster - FIM AWARD 2016 - Legend of Music Arranging and Orchestration"
- Steve Hackett - FIM AWARD 2016 - Legend of Guitar
- Steve Lyon - FIM AWARD 2016 - Legend of Studio Production
- Franco Mussida - FIM AWARD 2016 - Vision in Music
- Bassi Maestro - FIM AWARD 2016 - Master of Hip Hop
- Roberto Cacciapaglia - FIM AWARD 2016 - Piano Project
- Cesare Picco - FIM AWARD 2016 - Creative Piano
- Claudio Pascoli - TARGA FIM 2016 - Special Guest
- Amedeo Bianchi - TARGA FIM 2016 - Special Guest
- Ermal Meta - TARGA FIM 2016 - Special Guest
- Giovanni Caccamo - TARGA FIM 2016 - Special Guest
- Tiromancino - TARGA FIM 2016 - Special Guest

## FIM Award 2017
Durante la quinta edizione del 2017, sono stati assegnati e ritirati i seguenti FIM Awards e le seguenti Targhe FIM:
- Cristina Frosini - Direttrice Conservatorio di Milano - TARGA FIM 2017 - Special Guest
- Gianni Sibilla - TARGA FIM 2017 - Special Guest
- Omar Pedrini - FIM AWARD 2017 - Witness of rock
- Mario Lavezzi - TARGA FIM 2017 - Special Guest
- Dario Baldan Bembo - TARGA FIM 2017 - Special Guest
- Cristiano Minellono - TARGA FIM 2017 - Special Guest
- Arthur Brown - FIM AWARD 2017 - Legend of 'Art' Rock
- Fabio Zaffagnini - Rockin' 1000 - TARGA FIM 2017 - Special Guest
- Carlo Balzaretti - Direttore Conservatorio di Como - TARGA FIM 2017 - Special Guest
- Floraleda Sacchi - TARGA FIM 2017 - Special Guest
- Almamegretta FIM AWARD 2017 - Best italian dub sound
- Duo Nicoletta e Angela Feola - TARGA FIM 2017 - Special Guest
- David Knopfler - FIM AWARD 2017 - Legend of Rock
- Patrizio Fariselli - FIM AWARD 2017 - Creative Keyboard
- David Cross - FIM AWARD 2017 - Legend of Rock
- David Jackson - FIM AWARD 2017 - Legend of Rock
- Marianne Mirage - TARGA FIM 2017 - Special Guest
- Leo Di Angilla - TARGA FIM 2017 - Special Guest
- Alessandro Marangoni - TARGA FIM 2017 - Special Guest
- Corrado Rustici - FIM AWARD 2017 - Vision of guitar world
- Kaballà - TARGA FIM 2017 - Special Guest
- Antonio Righetti - TARGA FIM 2017 - Special Guest
- Davide Van De Sfroos - TARGA FIM 2017 - Special Guest
- Dado Moroni - FIM AWARD 2017 - Best Piano Project
- Max Casacci - FIM AWARD 2017 - Witness of E-music

## FIM Award 2018
Durante la sesta edizione del 2018, sono stati assegnati e ritirati i seguenti FIM Awards e le seguenti Targhe FIM:
- Antonella Ruggiero - FIM AWARD 2018
- Anekdoten - FIM AWARD 2018 - Legend of Rock
- Paolo Jannacci - FIM AWARD 2018
- Cesareo - TARGA FIM 2018 - Special Guest
- Mario Guarini - TARGA FIM 2018 - Special Guest
- Christian Meyer - FIM AWARD 2018
- Gareth Brown - FIM AWARD 2018
- Saturnino - TARGA FIM 2018 - Special Guest
- Andrea Bacchetti - TARGA FIM 2018 - Special Guest
- The Trip - TARGA FIM 2018 - Special Guest
- Maria Fausta - TARGA FIM 2018 - Special Guest
- Goffredo Haus - TARGA FIM 2018 - Special Guest
- Davide Tagliapietra - TARGA FIM 2018 - Special Guest
- Fabrizio Poggi - FIM AWARD 2018
- Claudio Chianura - TARGA FIM 2018 - Special Guest
- Sissi - TARGA FIM 2018 - Special Guest
- Gianluca Secco - TARGA FIM 2018 - Special Guest
- Mauro Di Domenico - TARGA FIM 2018 - Special Guest
- Bebo Ferra - TARGA FIM 2018 - Special Guest
- Mirkoeilcane - FIM AWARD 2018